# В мире животных (мультсериал)
«В ми́ре живо́тных» (англ. Creature Comforts) — английский пластилиновый мультфильм, созданный на студии Aardman Animations Ником Парком, автором мультфильма «Уоллес и Громмит», и Ричардом Голежовски. Сюжетом каждого из эпизодов является взятие «интервью» у животных в их естественной среде обитания. При создании сериала была использована новаторская технология, по которой сначала у обычных англичан бралось интервью, а потом на получившийся материал накладывалась видео с пластилиновой анимацией животных, специально подобранных под характер интервьюируемого.
Первоначально на канале Channel 4 в 1989 году был показан 5-минутный фильм из серии «Lip Sync», потом была создана реклама «Heat Electric» в стиле «В мире животных», а в 2003 году канал ITV1 начал показ 13 эпизодов первого сезона мультсериала. Второй сезон был показан в 2005 году.
В России сериал был впервые показан в 2007 году телеканалом 2x2.

## Эпизоды серии

### Короткометражный фильм
Оригинальный 5-минутный фильм «В мире животных», задуманный Ником Парком и выпущенный студией Aardman Animations, был озвучен обычными представителями британской публики, в традиционном для телевидения стиле Vox pop — интервью с «человеком с улицы». Фильм был показан как часть сериала «Lip Sync» на канале Channel 4 в 1989 году.
В фильме различные звери из зоопарка интервьюировались на тему их жилищных условий. Там были черепахи, горилла, семья белых медведей и меланхоличный самец пумы, который жаловался на «тесноту» и «пыльцу, из-за которой у него аллергия».
Диалоги были созданы путём интервьюирования жителей посёлков, пациентов домов престарелых, семьи, которая владела маленьким магазином (белые медведи). Одним из самых популярных персонажей был пума — в реальности студент из Бразилии, который жил в отеле и рассказывал о своём собственном положении. Затем были созданы пластилиновые животные из зоопарка, похожие на своих прототипов из реального мира.
Вскоре появилась популярная серия роликов британской телевизионной рекламы электрических обогревателей Heat Electric с персонажами «В мире животных». Рекламная кампания была успешной, но многие зрители ошибочно полагали, что это была реклама газового отопления British Gas, основного конкурента электрического.

### Сериал
В 2003 году в том же стиле для британского телеканала ITV1 был снят первый сезон мультсериала «В мире животных». Все эпизоды сериала были срежиссированы Ричардом Голежовски.

### Creature Discomforts
В 2007 году студией Aardman Animations была создана социальная реклама в стиле «В мире животных», посвящённая проблемам людей с ограниченными возможностями. Люди с ограниченными возможностями озвучили всех персонажей из этой рекламы.

## Постоянные персонажи
Некоторые персонажи регулярно появлялись в первых сериях. Эти животные всегда озвучивались одни и теми же интервьюируемыми людьми, чтобы сохранить постоянство внутри сериала:
- Собака-поводырь Пиклс — собака поводырь с оптимистичным взглядом на жизнь и визгливым смехом.
- Хомяк Флаффи — депрессивный хомяк.
- Трикси и Капитан Куддлпус — собака и кошка, соответственно. Ведут себя как скучающая женатая пара, спорят о кошках с дурным запахом изо рта и Йоркширских терьерах с помадой на губах.
- Гарри и Найджел — два садовых слизня, профессиональные садовники и, служащие у божьих коровок. Жена Найджела страдает от избытка веса и сидит на диете из листьев.
- Сид и Нэнси — две крысы, живущие в сарае, которые, похоже, женаты. Сид хочет построить новый сарай, чтобы слушать футбол, но Нэнси думает, что он хочет смотреть порнографию.
- Том и Уитни Робинсы — птенцы, братья.
- Виктор, мышь из Тайнсайда — дружелюбная мышь с тайнсайдским акцентом. Её сын болен диабетом.
- Фрэнк, черепаха — Фрэнк впервые появляется в рекламе радиаторов отопления. Любит еду с чипсами.
- Брайан, амёба — представитель примитивной формы жизни, увлекающийся философией.
- Раджи — семья актиний, навещаемые женской особью рыбы-меча, которые подозревают об инопланетном происхождении жизни на Земле.

## Награды и номинации
Награды оригинального короткометражного мультфильма 1989 года:
- «Оскар» за лучший анимационный короткометражный фильм (Ник Парк), 1991;